# Arpadia (okręg Gorj)
Arpadia – wieś w Rumunii, w okręgu Gorj, w gminie Țânțăreni. W 2011 roku liczyła 79 mieszkańców.